# Шиндлер, Ганс (Беллами)
Ганс Шиндлер (англ. Hans Schindler), известный под литературным псевдонимом Г. С. Беллами (H.S. Bellamy), также Ганс Шиндлер Беллами (Hans Schindler Bellamy; род. 1901; ум. 12 декабря 1982 г. близ Вены) — австрийский эссеист еврейского происхождения; последователь австрийского космолога Ганса Хёрбигера. В своих книгах исследовал работы Хёрбигера и немецкого астронома-селенографа Филиппа Фаута, и ныне несуществующую «теорию космического льда» (ледниковую космогонию). В частности предположил, что Атлантиду стёрли с лица земли гигантские волны, возникшие в результате попадания Луны в гравитационное поле Земли.

## Биография
Ганс Шиндлер преподавал английский язык в Народной средней школе в венском районе Маргаретен. Между 1930 и 1938 годами он опубликовал несколько учебников английского, а также две брошюры по английским народным песням и по истории английского языка.
В 1936 году первая книга Шиндлера по теории космического льда («Луны, мифы и человек») была опубликована под псевдонимом «HS Bellamy» лондонским издательством «Faber & Faber Ltd». В книге подробно описывается теория Хёрбигера, а также её применение к мифам разных народов.
Как евреи и социал-демократы, он и его жена Рози были противниками нацистской партии. После аншлюса 1938 года были вынуждены уехать в Великобританию, где Ганс Шиндлер стал наблюдателем «Би-би-си» за немецкими радиопередачами. В 1945 году он опубликовал исследование Книги Бытия; его последующие книги развивают теорию мирового льда в свете других библейских книг, мифа об Атлантиде и археологических раскопок Тиуанако в Боливии.
В 1946 году супруги вернулись в Вену, где Ганс Шиндлер продолжил работу в народных школах. Книга о календаре Тиуанако, которую он издал вместе с Питером Алленом (Peter Allan) в 1956 году, была награждена Археологическим обществом Боливии (Sociedad Arqueológica de Bolivia) в 1958 году.
В 1971 году он издал книгу покойного правого писателя Рудольфа Эльмайера фон Вестенбругга (1881—1970) «Eingriffe aus den Kosmos» (Вмешательства из космоса). В 1975 году Шиндлер был приглашён выступить с лекцией на 2-м Всемирном конгрессе Общества древних астронавтов в Цюрихе.
Он умер в 1982 году и был похоронен в Кфар-Менахеме (Израиль), где жил его сын; его жена тогда также поселилась в Израиле, где она умерла в 2015 году в возрасте 102 лет.

## Творчество
- «Луны, мифы и человек: переосмысление» / Moons, Myths and Man: A Reinterpretation (Лондон, 1936, скан; отредактир. изд. 1949)
- «Книга Откровение — это история» / The Book of Revelation is History (Л., 1942)
- «Построено до потопа. О руинах Тиуанако» / Built before the Flood. The problem of the Tiahuanaco ruins (Л., 1943);

в русском переводе Мих. Свечникова — «Загадка Тиауанако. Возведено до потопа» (2006)
- «В начале Бог. Новое научное обоснование космогонических мифов в Книге Бытия» / In the Beginning God. A new scientific vindication of cosmogonic myths in the Book of Genesis (Л., 1945)
- «Миф Атлантиды» / The Atlantis Myth (Л., 1948);

в рус. переводе Ю. Драговалова — «Предание об Атлантиде» (2018)
- «История жизни нашей Земли. На основе геологического применения теории Хёрбигера» / Life History of our Earth. Based on the geological application of Hoerbiger’s Theory (Л., 1951)
- «Календарь Тиуанако. Исследование системы измерения времени древнейшей цивилизации в мире» / The Calendar of Tiahuanaco. A disquisition on the time measuring system of the oldest civilization in the world (совм. с Питером Алланом / Peter Allan; Л., 1956)
- «Великий идол Тиуанако. Интерпретация высеченных на его поверхности знаков в свете теории Хёрбигера о спутниках»[6] / The Great Idol of Tiahuanaco. An interpretation in the light of the Hoerbiger theory of satellites of the glyphs carved on its surface (совм. с Питером Алланом; Л., 1959)